# أدريان سميث (مسؤولة رياضية)
أدريان سميث (بالإنجليزية: Adrienne Smith)‏ هي مسؤولة رياضية أسترالية، ولدت في 19 يناير 1934، وتوفيت في 20 فبراير 2012.